# GStarCAD
GStarCAD - це програмна платформа сімейства CAD [Архівовано 22 липня 2016 у Wayback Machine.] (англ. Computer Aided Design or Computer Aided Drafting), що використовує бібліотеки  DWG компаній-виробників програмного забезпечення Open Design Alliance для читання і запису файлів формату DWG, що є популярними завдяки пакету систем автоматизованого проектування AutoCAD. Завдяки використанню бібліотек Open Design Alliance це забезпечує високу сумісність файлів із форматом DWG
GstarCAD - це альтернатива іншим програмам CAD на ринку. Gstar також має інтерфейс, подібний до AutoCAD, і дуже схожий синтаксис команд.
Це програмне забезпечення поставляється в «стандартній», «навчальній» та «професійній» версії, і доступний англійською, іспанською, німецькою, французькою, спрощено китайською, китайською традиційною, чеською, італійською, японською, корейською, польською, російською, угорською, французькою і т. д.
Крім підтримки файлів DWG, файли можуть бути експортовані в формат DXF. Gstarsoft також випустив версії для мобільних пристроїв під назвою GstarCAD MC, який працює на прошивці iOS та Android.  GRX API GstarCAD означає, що програмне забезпечення, написане для AutoCADs ARX API може працювати на обох без зміни коду.

## Дивитись також
- DWG
- DXF
- IntelliCAD
- ActCAD
- ODA